# Saint-Éloy-de-Gy
Saint-Éloy-de-Gy es una comuna francesa situada en el departamento de Cher, en la región Centro-Valle del Loira.

## Demografía
| 972 | 1028 | 920 | 1071 | 1269 | 1382 | 1538 |
| Para los censos de 1962 a 1999 la población legal corresponde a la población sin duplicidades (Fuente: INSEE [Consultar]) |      |     |      |      |      |      |